# زنان الجزایری

زنان الجزایری.

زنان الجزایری (به فرانسوی: Femmes d'Alger) اثری است در سبک رمانتیسیسم از اوژن دولاکروا که در سال ۱۸۳۴ میلادی، با رنگ روغن بر روی بوم خلق شد.
تابلوی زنان الجزایری تصویری از حرم‌سراهای عربی و زنان الجزایری را در حال استعمال تریاک نشان می‌دهد. این تابلو یکی از اولین آثار موجود، از حضور نقاشان غربی در جوامع خاورمیانه‌ای و شرقی است.
هم‌اکنون این تابلو، تحت مالکیت موزه لوور قرار دارد.
پابلو پیکاسو تابلوی زنان الجزایر را با الهام از این اثر در سبک کوبیسم خلق کرد. پاریسی‌ها در لباس الجزایری اثر پیر اگوست رنوار هم اثر معروف دیگریست که با الهام از نقاشی دلاکروا خلق شده‌است.